# 內斯山
71°20′S 66°52′W / 71.333°S 66.867°W
內斯山（英語：Mount Ness），是南極洲的山峰，位於帕爾默地，屬於巴特比山脈的一部分，處於巴格肖山東北面17公里，海拔高度1,890米，在1935年11月23日由美國探險隊發現和拍攝照片，現時由南極條約體系管理。